# Conwy
Conwy (/ˈkɒnwi/, Predloga:IPA-cy), v angleščini prej znan kot Conway, je obzidano tržno mesto, skupnost in upravno središče okrožja Conwy v Severnem Walesu. Obzidano mesto in grad stojita na zahodnem bregu reke Conwy, obrnjena proti Deganwyju na vzhodnem bregu. Mesto je prej ležalo v Gwyneddu in pred tem v Caernarfonshiru. Skupnost, ki vključuje tudi Deganwy in Llandudno Junction, je imela ob popisu leta 2011 14.753 prebivalcev.
Čeprav skupnost Conwy leži ob reki Conwy, so območja na vzhodnem bregu za poštne namene del poštnega mesta Llandudno Junction, pri čemer je poštno mesto Conwy omejeno na zahodni breg reke. Območje na zahodnem bregu reke je imelo po popisu leta 2011 4065 prebivalcev.
Prebivalstvo širšega okrožja Conwy County je bilo ocenjeno na 116.200 po oceni ONS.
Ime Conwy izhaja iz starih valižanskih besed cyn (poglavar) in gwy (voda), reka pa se je prvotno imenovala Cynwy.

## Zgodovina

### Grad in mestno obzidje
Grad Conwy in mestno obzidje sta bila zgrajena po navodilih Edvarda I. med letoma 1283 in 1289 kot del njegovega osvajanja kneževine Wales. Cerkev, ki stoji v Conwyju, je bila označena kot najstarejša stavba v Conwyju in stoji v obzidju Conwyja že od 14. stoletja. Vendar pa je najstarejša stavba del mestnega obzidja, na južnem koncu vzhodne strani. Tu sta bila ena stena in stolp llys (palače/sodne hiše), ki je pripadal Llywelynu Velikemu in njegovemu vnuku Llywelynu ap Gruffyddu, vključena v steno. Zgrajena je na skalnem vzpetini in ima izrazit apsidni stolp.
Obzidje je del svetovne dediščine, gradov in mestnega obzidja kralja Edvarda v Gwyneddu.
Ljudje, rojeni znotraj mestnega obzidja Conwyja, imajo vzdevek Kavke po kavkah, ki živijo na tamkajšnjem obzidju. Društvo Kavka je obstajalo do leta 2011.

### Opatija
Conwy je bil prvotno mesto opatije Aberconwy, ki jo je ustanovil Llywelyn Veliki. Edvard in njegovi vojaki so prevzeli opatijo in preselili menihe v dolino Conwy na novo lokacijo v Maenan, kjer so ustanovili opatijo Maenan. Župnijska cerkev sv. Marije in vseh svetih še vedno ohranja nekatere dele prvotne opatijske cerkve v vzhodnem in zahodnem obzidju.

### Viseči most
Conwy ima še druge turistične znamenitosti. Viseči most Conwy, ki ga je zasnoval Thomas Telford, da bi nadomestil trajekt, je bil dokončan leta 1826 in se razteza čez reko Conwy poleg gradu. Telford je zasnoval podporne stolpe mostu, da se ujemajo s stolpiči gradu. Most je zdaj odprt le za pešce in je skupaj s hišo cestninarja v oskrbi Nacionalnega sklada.

### Železniški most
Conwy Railway Bridge, cevni most, je za železnico Chester in Holyhead zgradil Robert Stephenson. Prva cev je bila dokončana leta 1848, druga leta 1849. Most je še vedno v uporabi na obalni liniji Severnega Walesa, skupaj s postajo, ki je znotraj mestnega obzidja. Poleg sodobnega mostu, ki služi mestu, cesta A55 poteka pod reko v predoru, prvem potopljenem cevnem predoru v Veliki Britaniji, ki je bil zgrajen med letoma 1986 in 1991. Stara gorska cesta do Dwygyfylchi in Penmaenmawr poteka skozi prelaz Sychnant ob vznožju gore Conwy.

### Hiša Aberconwy
Nacionalni sklad ima v lasti hišo Aberconwy, ki je edina ohranjena trgovska hiša Conwyja iz 14. stoletja, ena prvih stavb, zgrajenih znotraj obzidja Conwyja.

### Plas Mawr
Plas Mawr je elizabetinska hiša, ki jo je leta 1576 zgradila družina Wynn, ki je bila obsežno prenovljena v videz iz 16. stoletja in je zdaj v oskrbi Cadwa ter odprta za javnost.

### Najmanjša hiša v Veliki Britaniji
Hiša, ki je v Guinnessovi knjigi rekordov imenovana za najmanjšo hišo v Veliki Britaniji, z merami 3,05 × 1,8 metra, je na pomolu. Bila je neprekinjeno naseljeno od 16. stoletja (v nekem trenutku je v njej celo živela družina) do leta 1900, ko se je bil lastnik (1,8 m ribič – Robert Jones) prisiljen izseliti zaradi higienskih razlogov. Sobe so bile premajhne, da bi lahko v celoti vstal. Hiša je še danes v lasti njegovih potomcev, obiskovalci pa si jo lahko za majhno plačilo ogledajo.

### Dvorana Vardre
Vardre Hall je stavba iz 19. stoletja, ki spada med spomenike II. stopnje, nasproti gradu Conwy. Postavil jo je konservativni poslanec Buckinghamshirea William Edward FitzMaurice sredi 1850-ih. Leta 1869 je bila stavba prodana odvetniku Williamu Jonesu. Stavba je bila uporabljena kot odvetniška pisarna do leta 1972, ko je bila odkupljena in postala The Towers Restaurant. Potem ko je bila več let prazna, je dvorana Vardre spet zamenjala lastnika in je bila leta 1999 prenovljena v trgovino.

### Srednjeveški stražni stolp
Na drugi strani estuarija je dvorana Bodysgallen, ki vključuje srednjeveški stolp, ki je bil verjetno zgrajen kot stražni stolp za grad Conwy.

## Upravna zgodovina
Conwy je bil starodavno okrožje. Za razliko od večine takšnih okrožij ga ni reformiral Zakon o občinskih korporacijah iz leta 1835, zato je stara občinska korporacija še naprej obstajala in vodila mesto. Do leta 1876 so na mestno korporacijo gledali kot na arhaično in nerazumljivo oviro za pravilno upravljanje mesta. Prebivalci mesta so organizirali peticijo za preoblikovanje mesta v občinsko okrožje z izvoljeno korporacijo, ki bi prevzela odgovornost za javno zdravje in lokalno upravo. Decembra 1876 je bila izdana kraljeva listina, ki je mesto vključila v občinsko okrožje, in nova okrožna korporacija je prevzela vodenje mesta od marca 1877. Meja občinskega okrožja je vključevala zemljišča na obeh straneh reke, pokrivala je župnijo Conwy (ali Conway) in dele župnij Gyffin in Dwygyfylchi na zahodnem bregu ter del župnije Eglwys Rhos na vzhodnem bregu. Mestne župnije znotraj meja okrožja so bile leta 1894 reorganizirane tako, da so obsegale Conwy in Gyffin na zahodnem bregu ter Llanrhos na vzhodnem bregu.
Leta 1972 je občinski svet glasoval za spremembo črkovanja imena mesta iz Conway v Conwy. S spremembo se je strinjal državni sekretar za Wales in je začela veljati 1. avgusta 1972. Mestno okrožje je bilo ukinjeno leta 1974, območje pa je postalo del okrožja Aberconwy v novem okrožju Gwynedd. Hkrati je bila ustanovljena skupnost Conwy, ki je pokrivala območje nekdanje občine. Nadaljnja reorganizacija lokalne uprave leta 1996 je privedla do ukinitve Aberconwyja in premestitve mesta v novo okrožje Conwy County Borough, ki je dobilo ime po mestu, a pokriva veliko večje območje.

## Pomembne lokacije
Conwy Morfa, močvirnato območje na zahodni strani estuarija, je bila verjetno lokacija, kjer se je prvič na valižanskih tleh igral golf.
To je bil tudi kraj, kjer je Hugh Iorys Hughes razvil in kasneje zgradil plavajoče pristanišče Mulberry Harbour, uporabljeno v operaciji Overlord v drugi svetovni vojni.

## Galerija
- Zemljevid Conwyja iz leta 1947
- Grad Conwy - most, pogled 2007
- Mostovi v Conwyju leta 2012
- Mock Tudor v Conwyju- posneto 14. januarja 2022